# Трикарбонил(пентабромциклопентадиенил)марганец
Трикарбонил(пентабромциклопентадиенил)марганец — металлоорганическое соединение,
карбонильный комплекс марганца
состава Mn(C5Br5)(CO)3,
кристаллы,
не растворяется в воде,
растворяется в органических растворителях.

## Получение
- Реакция бромопентакарбонилмарганеца и тетрабромдиазоциклопентадиена:

{\displaystyle {\mathsf {Mn(CO)_{5}Br+C_{5}Br_{4}N_{2}\ {\xrightarrow {55^{o}C}}\ Mn(C_{5}Br_{5})(CO)_{3}+N_{2}+2CO}}}

## Физические свойства
Трикарбонил(пентабромциклопентадиенил)марганец образует кристаллы, устойчивые на воздухе, 
неустойчивы на свету и хранятся в темноте.
Растворяется в большинстве органических растворителях.